# Those People
Those People è un film del 2015 diretto da Joey Kuhn.
Film drammatico statunitense sceneggiato dallo stesso regista che è anche coautore del soggetto con Grainne O'Hara Belluomo e figura anche tra i produttori.

## Trama
Charlie, un giovane studente d'arte di New York, viene invitato dal suo migliore amico, Sebastian, a trasferirsi nel suo appartamento mentre si sta occupando della sua stessa depressione e del pubblico disprezzo che sta ricevendo a seguito dell'arresto di suo padre, ricco finanziere, sul quale pende una condanna per un crimine finanziario di alto profilo. La madre di Charlie pensa che questa sia una cattiva idea a causa di sentimenti romantici unilaterali di lunga data che ha per Sebastian. In una serata con Sebastian e un gruppo più ampio di amici, Charlie incontra il pianista libanese Tim. I due hanno una certa chimica ma il tutto viene interrotto a causa di un servizio rifiutato al bar per colpa di Sebastian (a causa di suo padre) e, di conseguenza, il gruppo si allontana rapidamente dal locale. Sulla via del ritorno all'appartamento di Sebastian sono inseguiti da molti paparazzi. Gli eventi vissuti quella notte peggiorano la depressione di Sebastian.
Charlie e un paio dei loro amici partecipano ad un concerto e notano che Tim è il pianista. Dopo lo spettacolo Charlie e Tim passano la notte insieme a parlare e condividere un bacio, iniziando una relazione che porta Charlie a iniziare a trascurare Sebastian. Tim professa presto l'amore per Charlie, ma percepisce che Charlie si sta trattenendo a causa dei suoi sentimenti per Sebastian e quindi decide di troncare la loro relazione. Ad una festa di Halloween Charlie è depresso per la sua separazione ma fa una dichiarazione a Sebastian, che ride e non lo prende sul serio. Più tardi, quella sera, Sebastian porta a casa un altro ragazzo (col quale amoreggia), cosa che sconvolge Charlie che professa i suoi sentimenti a Sebastian. Sebastian, a questo punto, propone un ménage à trois ma Charlie perde la pazienza e insiste sull'amore che prova per lui. Sebastian rifiuta Charlie dicendo che questo rovinerebbe la loro amicizia. Charlie, a questo punto, decide di traslocare e si riunisce a Tim.
A Tim viene offerto un lavoro da sogno come pianista per un'orchestra di San Francisco che, però, richiederebbe il suo trasloco in un'altra città (nonché quello di Charlie). Sebastian fa visita a suo padre in prigione il quale gli rivela di aver fatto le cose per il quale è stato incriminato e gli chiede di continuare ad agire nello stesso modo, questo porta Sebastian a rinnegare il padre dopo un'accesa discussione. Charlie da la notizia della sua partenza da New York a Sebastian durante una cena tesa con i loro amici e Tim. Le cose volgono in modo tale che inducono Sebastian a stare sul balcone del suo appartamento pronto a saltare. Charlie, a questo punto, decide di rimanere a New York ma questo porta Tim a rompere nuovamente con lui, credendo che verrà sempre per secondo. Sebastian si trasferisce con Charlie e sua madre e inizia a riprendersi lentamente. Alla vigilia della partenza di Tim per San Francisco, lui e Charlie passano un'altra notte insieme e decidono di separarsi tristemente, ma senza rancore, dopo che Sebastian lo ha chiamato. Qualche tempo dopo Sebastian si sta preparando a lasciare New York per un nuovo inizio, e il film si conclude con un altro gruppo di amici che si riuniscono mentre Sebastian e Charlie brindano alla loro amicizia con il resto del gruppo.

## Produzione
Kuhn ha descritto il film come basato sulla sua stessa esperienza, di quando si innamorò del suo migliore amico al college, nonché sulla storia del figlio di Bernard Madoff, Mark, che si suicidò due anni dopo l'arresto del padre.

## Distribuzione
In Italia il film è stato distribuito da Netflix il 2 settembre 2016, sulla sua piattaforma, senza il doppiaggio italiano, ma con i sottotitoli.

## Accoglienza
Sull'aggregatore di recensioni Rotten Tomatoes il film ha il 78% di recensioni positive con un voto medio di 5/10.

## Riconoscimenti
- Premio Audience Award al miglior lungometraggio al NewFest: New York Lesbian, Gay, Bisexual, & Transgender Film Festival - Vinto[4]
- Premio del pubblico per il miglior lungometraggio americano all'Outfest Film Festival - Vinto[5]
- Candidatura ai GLAAD Media Awards 2017 per il miglior film della piccola distribuzione[6]